# Nissan Civilian
Der Nissan Civilian (kana:日産・シビリアン) ist ein Bus, der von Nissan und UD Trucks Corporation gebaut wird. Er ist als Linienbus und als Reisebus erhältlich. In Japan, dem asiatisch-pazifischen Raum, im Nahen Osten und in Südamerika sind seine wichtigsten Wettbewerber der Mitsubishi Fuso Rosa, der Isuzu Journey und der Toyota Coaster.

## Modellreihe

### Nissan Hikaru/Bei Han (1959–1962)
Ursprünglich basierte diese Modellreihe auf dem Nissan Caball KC42 LKW. Auf dessen Plattform wurde 1959 der Nissan Hikaru vorgestellt, ein Minibus für militärische Zwecke. Als zivile Version nannte man ihn Nissan Bei Han.

### Nissan Echo C140-C142 (1962–1966)
1962 wurde der Hikaru überarbeitet und der Name auf Nissan Echo geändert. Den Antrieb übernahm jeweils der Dieselmotor SD22.

### Nissan Echo C240 (1966–1971)
Mit grundsätzlicher Überarbeitung der Karosserie 1966 kam zusätzlich der Motor ED30 hinzu.

### Nissan Civilian C240-C341 (1971–1981)
1971 gab es eine Überarbeitung des Designs und der Bus erhielt den Namen Nissan Civilian. Motoren waren nun die Dieselmotoren H20, SD22, ED30 und ED33 von Nissan.

### Nissan Civilian W40 (1982–1988)
1982 kam das Modell Civilian W40 auf den Markt, mit den Motoren ED33, Z22, SD33 und FD33T von Nissan.

### Nissan Civilian W40 (1988–1995)
Dieses wurde 1988 überarbeitet und mit den Motoren ED33, TD42 und ED35 von Nissan sowie optionaler Luftfederung angeboten. Seit 1993 wird der Civilian auch als Isuzu Journey angeboten.

### Nissan Civilian W40/Isuzu Journey (1995–1999)
1995 wurde diese Version erneut überarbeitet und bis 1999 mit den Motoren ED35, TD42, TD42T von Nissan und 4HG1 von Isuzu angeboten. Optional war nun Allradantrieb erhältlich.

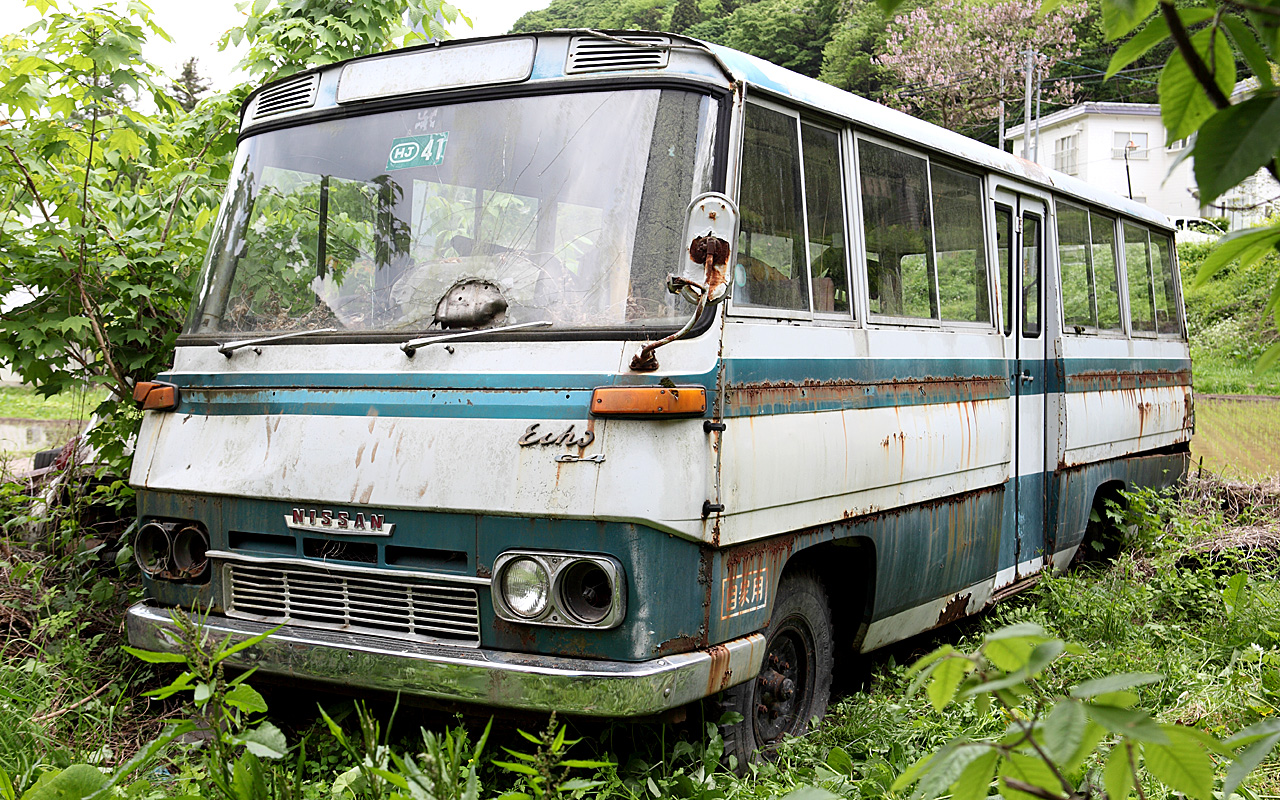
Nissan Echo C240
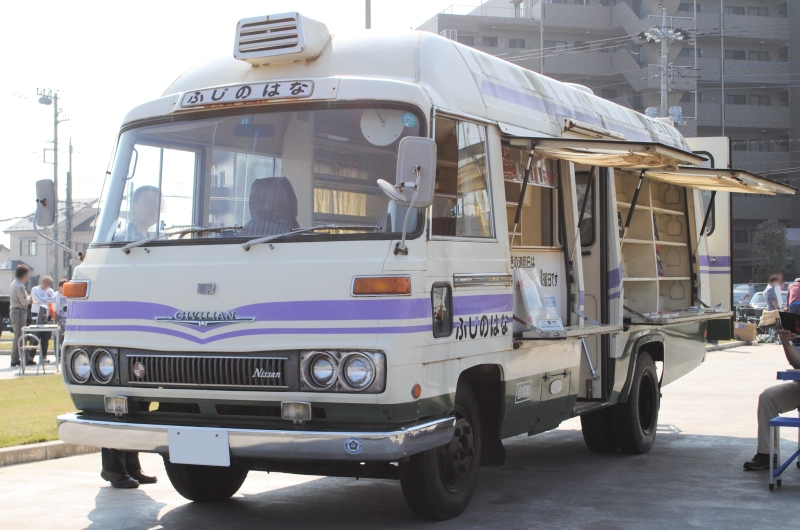
Civilian C240-C341
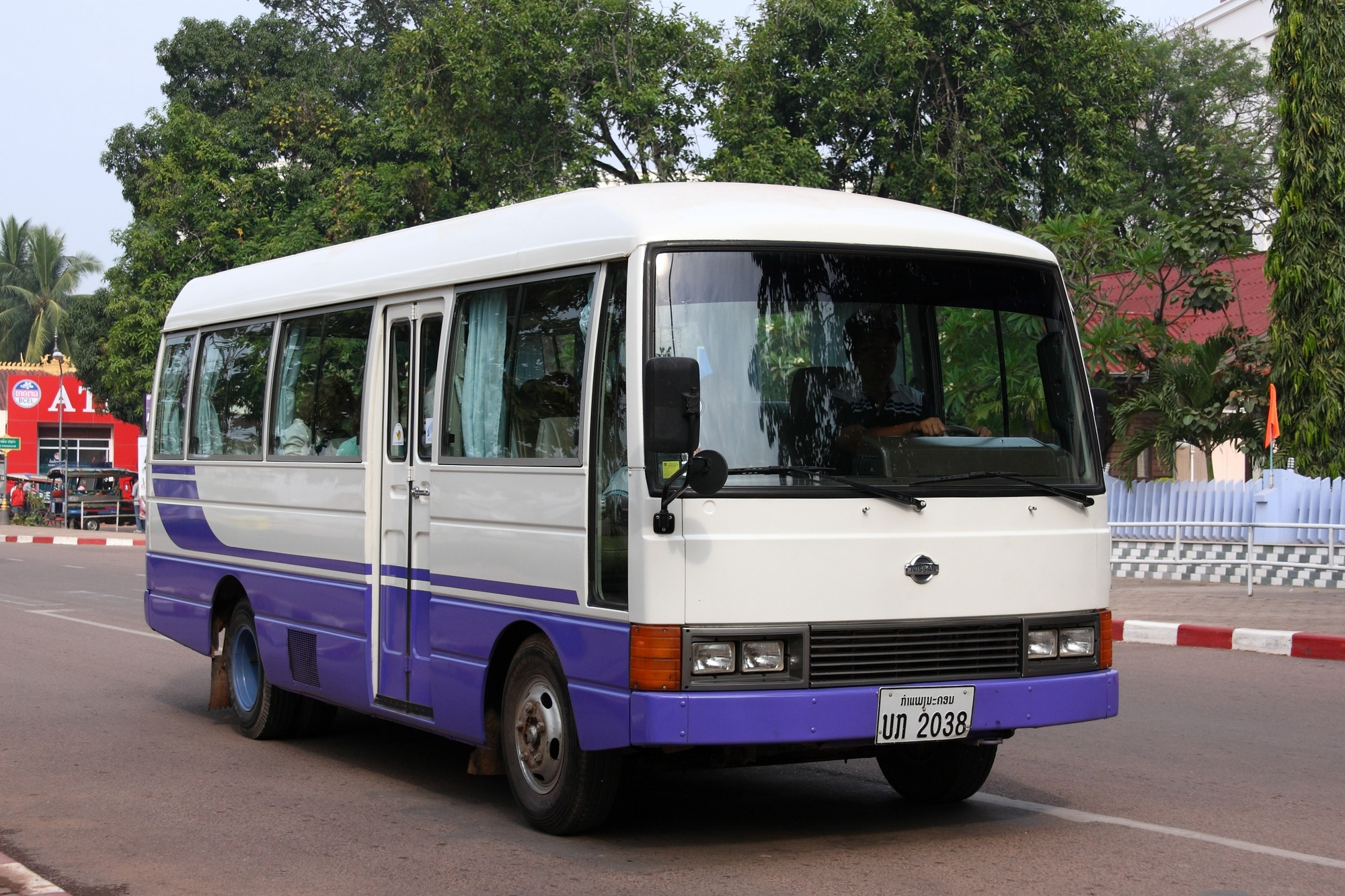
Civilian W40 (1982–1988)
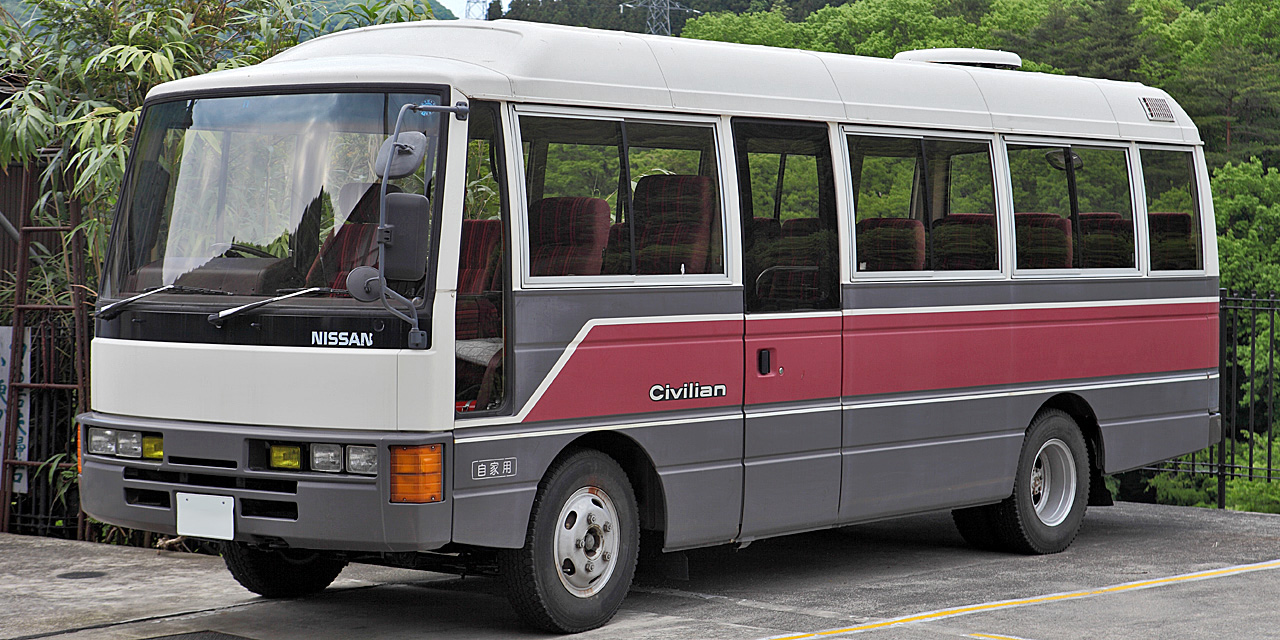
Civilian W40 (1988–1995)
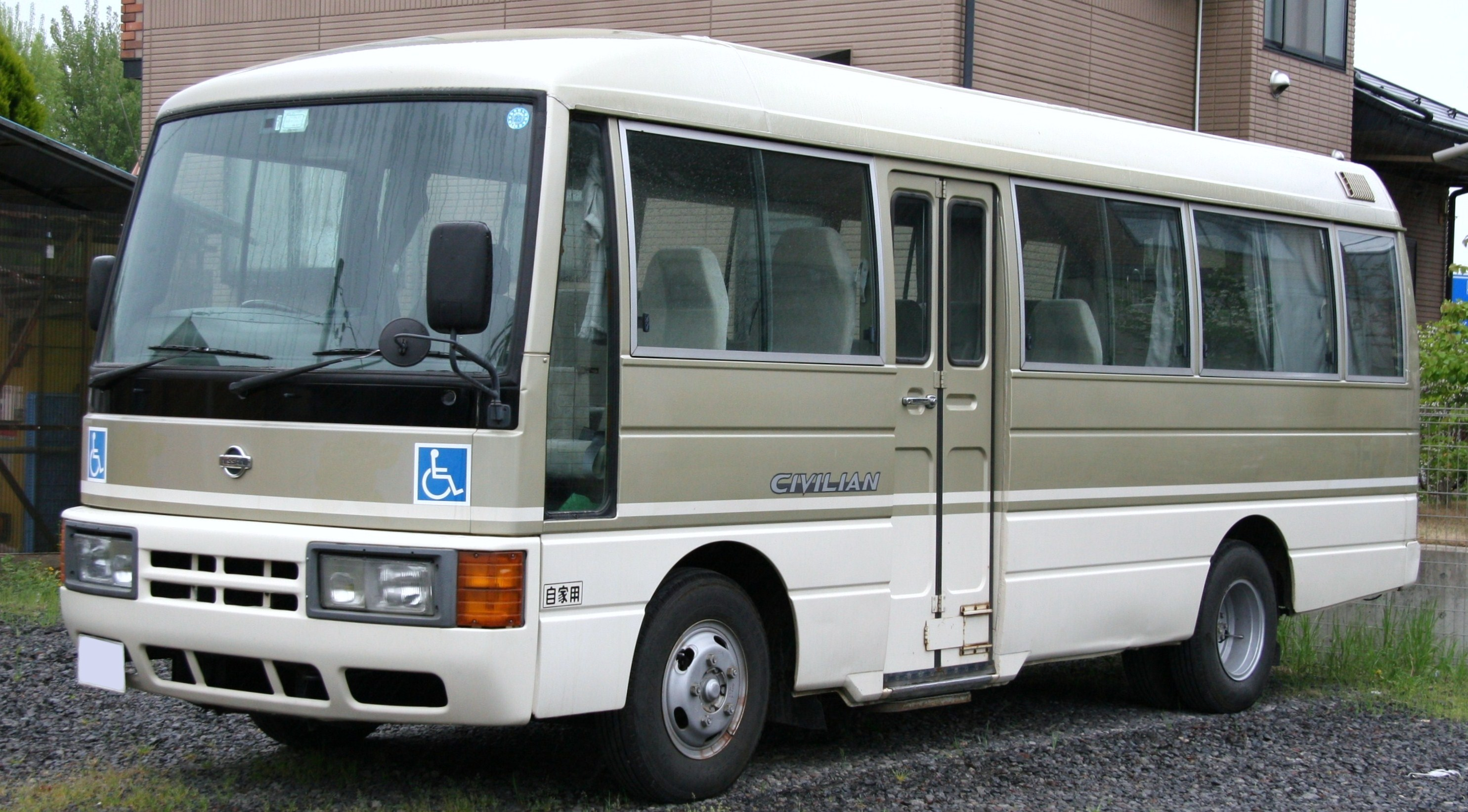
Civilian W40 (1995–1999)
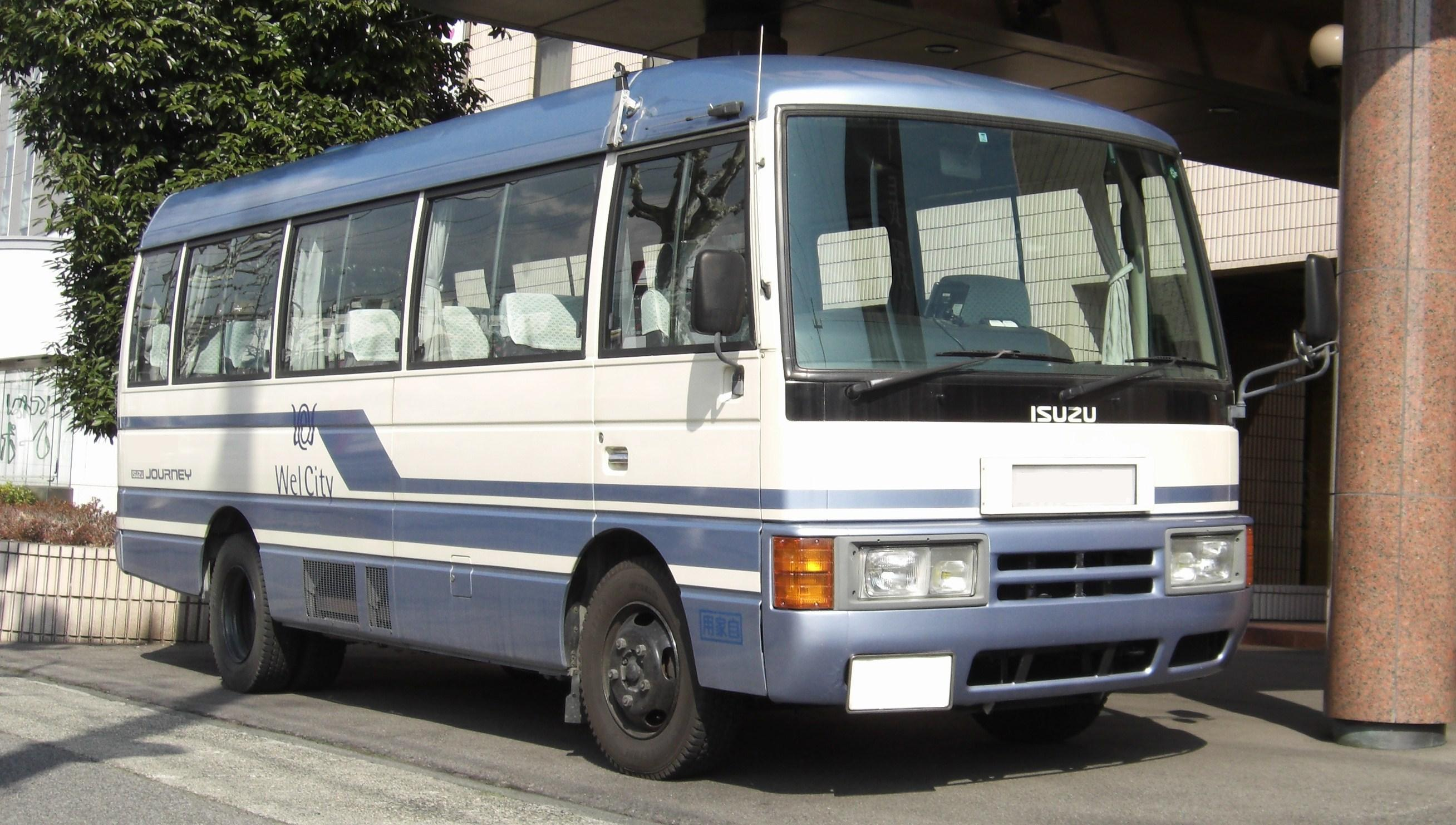
Isuzu Journey W40 (1995–1999)

## Nissan Civilian/Isuzu Journey W41 (seit 1999)
Der seit 1999 gebaute Typ W41 wird hauptsächlich in Japan und verschiedenen Ländern Mittel- und Südamerikas angeboten. Er hat üblicherweise 26 Sitzplätze, dazu kommt ein Platz vor dem Rückfenster, einer zwischen Achse und Türe und der Fahrersitz. Bei früheren Modellen war der Fahrerplatz außerhalb des Innenraums und der Fahrer musste stehend den Bus lenken.

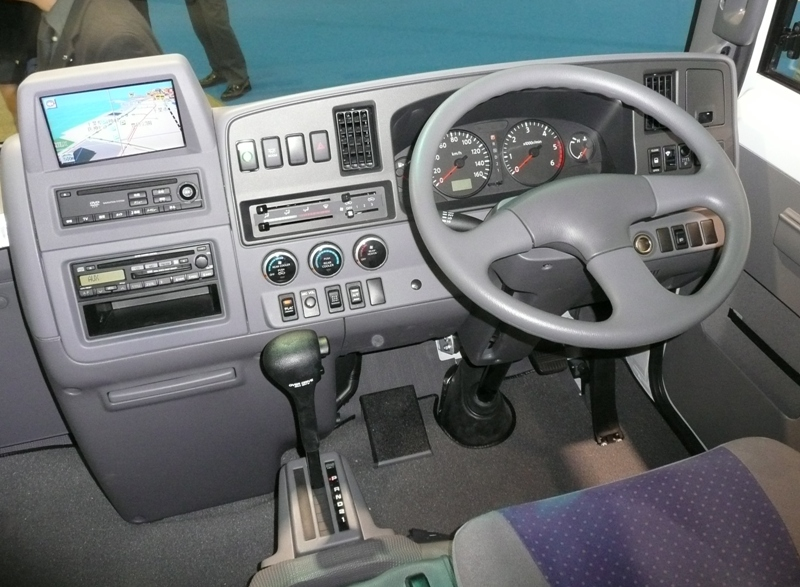
Armaturenbrett
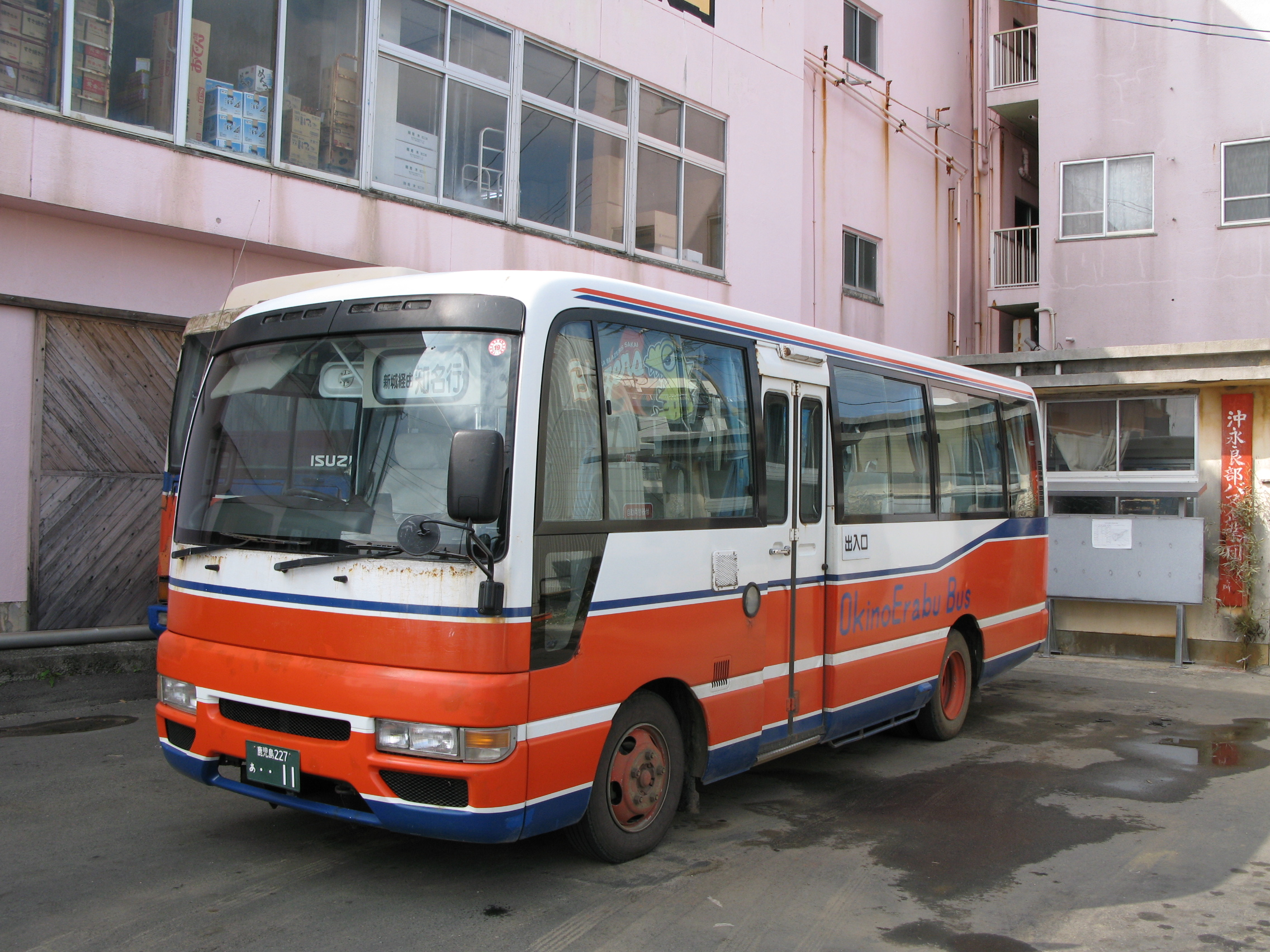
Isuzu Journey W41

### Motoren
- TB45E: 4,5 l Benzin- oder Erdgasversion
- TD42: 4,2 l Turbodiesel
- ZD30DDTi Common-Rail-Einspritzung
- Isuzu 4HG1 (Benzin/Erdgas mit Allradantrieb)
- Mitsubishi 4M50 Common-Rail-Einspritzung

### Kurzer Radstand (SWB)
- Länge: 6270 mm
- Radstand: 3310 mm
- Breite: 2065 mm (TD42-Motor) / 2255 mm (TB45E-Motor)
- Sitzplätze: 26

### Langer Radstand (LWB)
- Länge: 6990 mm
- Radstand: 3690 mm
- Breite: 2065 mm (TD42-Motor) / 2255 mm (TB45E-Motor)
- Sitzplätze: 30

### Ausstattungslinien
- GLX: Liegesitze mit hoher Lehne, automatische Schiebetüren, Stoffteppich, getönte Scheiben, automatischer Niveauausgleich.
- DX: Sitze mit niedriger Lehne, automatische Falttüren, klare Scheiben mit Vorhängen (fest).
- SX: Liegesitze mit hoher Lehne, automatische Falttüren, besseres Audiosystem, Heckscheibenwischer.
- GX: Elektrisch verstellbarer Fahrersitz mit hoher Lehne, bestes Audiosystem, Fernseher, Heckscheibenwischer, WC.
- TX: Elektrisch verstellbarer Fahrersitz mit Höhenverstellung, Tempomat, Bose-Audiosystem, Rückprojektionsfernseher, Airbags für die Passagiere, WC, Kühlschrank, verstellbare Sitze für die Passagiere mit klappbarem Tisch, automatischer Niveauausgleich.

## Sonderaufbauten
- Blutmobil
- Schulbus
- Sonderfahrzeug für Staatsoberhäupter
- Grand-Saloon-Bus
- Krankenwagen
- Camper
- Bücherbus
- Gefangenentransportwagen
- Behindertentransportwagen (für Rollstuhlfahrer)

## Bekannte Nutzer
Der ehemalige Diktator von Panama, Manuel Noriega, besaß in seiner Amtszeit mindestens einen Nissan Civilian für seine persönlichen Transportbedürfnisse. Es war eine vollausgestattete Luxusversion mit Annehmlichkeiten wie Fernseher, WC und Kleinküche.